# Nederlandse kwalificatie voor het Europees kampioenschap voetbal 2012
Na de verloren WK-finale in juli 2010 ging twee maanden later voor het Nederlands voetbalelftal de kwalificatie voor het EK 2012 van start. Met het voetbalpensioen van Giovanni van Bronckhorst moest het team zonder zijn aanvoerder verder. Mark van Bommel werd aangewezen als nieuwe captain, een functie die hij op dat moment ook bij zijn club Bayern München bekleedde.

## Kwalificatiewedstrijden
Bij de loting voor de kwalificatie voor het EK 2012 kwam het Nederlands elftal op 7 februari 2010 in een groep met Zweden, Finland, Hongarije, Moldavië en San Marino.
De kwalificatiereeks begon op vrijdag 3 september 2010 met een uitwedstrijd tegen San Marino die werd omgezet in een 0-5-overwinning. Huntelaar maakte in deze wedstrijd een hattrick. De overige doelpunten werden gemaakt door Kuijt en van Nistelrooij.
Snel hierop volgde de eerste thuiswedstrijd van deze kwalificatie. Nederland speelde op 7 september thuis in De Kuip tegen Finland. Deze wedstrijd werd gewonnen met 2-1, Huntelaar nam hier de twee treffers aan Nederlandse zijde voor zijn rekening.
In de tweede interlandperiode speelde Nederland tegen Moldavië en Zweden. In de aanloop naar deze wedstrijden zijn veel spelers aan Nederlandse zijde afgehaakt door blessures. Bondscoach van Marwijk kon niet beschikken over maar liefst zeven spelers. Drie hiervan zegden af nadat ze waren opgeroepen. De Jong werd voor het eerst sinds lange tijd niet opgeroepen. Aanleiding hiervoor was de omstreden tackle uitgevoerd op Ben Arfa.
In de derde interlandperiode, in maart 2011, trad het Nederlands voetbalelftal tweemaal in één week aan tegen Hongarije. Voor Hongarije waren dit de belangrijkste wedstrijden aangezien zij op dat moment tweede in de poule stonden. De eerste wedstrijd werd echter met 0-4 verloren door Hongarije, de tweede won Oranje met 5-3.
Op 2 september 2011 won het Nederlands elftal voor de tweede keer in de kwalificatieronde van San Marino. Dit keer wist Oranje de grootste winst ooit op het bord te zetten, het werd 11-0 in Eindhoven.
Vier dagen later werd in Finland kwalificatie voor de eindronde veilig gesteld. Nederland won met 0-2 en door de resultaten op andere velden was duidelijk dat Oranje óf groepswinnaar óf de beste nummer twee zou worden. In beide gevallen is dit goed voor plaatsing voor de eindronde.

### Resultaten
| 3 september 2010 20:30 uur                                                                         | San Marino                                                                                             | 0 - 5 (0 - 2)  | Nederland                                                               | Opstelling Nederland: |
| Olimpico de Serravalle, Serravalle 4.127 toeschouwers Scheidsrechter: Evans Kwalificatie EK 2012   | 15' Simoncini 45' Della Valle 45+1' Berretti 64' Bacciocchi                                            |                | 16' (pen.) Kuijt 35' Maduro 38', 48', 67' Huntelaar 90' Van Nistelrooij | Stekelenburg; van der Wiel, Maduro, Mathijsen, Pieters; van Bommel (), Kuijt, de Jong, Sneijder, Elia; Huntelaar Wissels Nederland: '46 de Jong van der Vaart '59 Elia Afellay '67 Kuijt van Nistelrooij Rest bank: Velthuizen, Boulahrouz, Janssen, de Zeeuw              |
| | |                |                                                                         | |
| 7 september 2010 20:30 uur                                                                         | Nederland                                                                                              | 2 - 1 (2 - 1)  | Finland                                                                 | Opstelling Nederland: |
| De Kuip, Rotterdam 30.000 toeschouwers Scheidsrechter: Nikolaev Kwalificatie EK 2012               | Huntelaar 7', 16' (pen.)                                                                               |                | 17' Heikkinen 18' Forssell 33' Eremenko 60' Sparv                       | Stekelenburg; van der Wiel, Heitinga, Mathijsen, Anita; van Bommel (), Afellay, de Jong, Sneijder, van der Vaart; Huntelaar Wissels Nederland: '64 van der Vaart Elia '74 Afellay Lens '82 Huntelaar van Nistelrooij Rest bank: Velthuizen, Maduro, Janssen, Pieters       |
| | |                |                                                                         | |
| 8 oktober 2010 20:30 uur                                                                           | Moldavië                                                                                               | 0 - 1 (0 - 1)  | Nederland                                                               | Opstelling Nederland: |
| Zimbru Stadion, Chisinau 10.500 toeschouwers Scheidsrechter: Meyer Kwalificatie EK 2012            | |                | 37' Huntelaar                                                           | Stekelenburg; Van der Wiel, Heitinga, Mathijsen, Pieters; Van Bommel (), Van der Vaart; Kuijt, Sneijder, Afellay; Huntelaar Wissels Nederland: '90 Afellay Emanuelson Rest bank: Vorm, Boulahrouz, Brama, Lens, Wisgerhof, van Nistelrooij                                 |
| | |                |                                                                         | |
| 12 oktober 2010 20:30 uur                                                                          | Nederland                                                                                              | 4 - 1 (2 - 0)  | Zweden                                                                  | Opstelling Nederland: |
| Amsterdam Arena, Amsterdam 45.000 toeschouwers Scheidsrechter: Lannoy Kwalificatie EK 2012         | Huntelaar 4', 55' Afellay 37', 59'                                                                     |                | 49' Larsson 66' Toivonen 69' Granqvist                                  | Stekelenburg; Van der Wiel, Heitinga, Mathijsen, Pieters; Van Bommel (), Van der Vaart ('72 ); Kuijt, Sneijder, Afellay; Huntelaar Wissels Nederland: '29 Kuijt Lens '72 van Bommel () Brama '84 Huntelaar van Nistelrooij Rest bank: Vorm, Boulahrouz, Schaars, Wisgerhof |
| | |                |                                                                         | |
| 25 maart 2011 20:30 uur                                                                            | Hongarije                                                                                              | 0 - 4 (0 - 2)  | Nederland                                                               | Opstelling Nederland: |
| Ferenc Puskás-Stadion, Boedapest 25.000 toeschouwers Scheidsrechter: Carballo Kwalificatie EK 2012 | Koman 43' Elek 59' Vanczák 61' Lipták 67'                                                              |                | 8' van der Vaart 18' 62' van Persie 45' Afellay 54' Kuijt               | Vorm; Van der Wiel, Heitinga ('82 ), Mathijsen, Pieters; Kuijt, de Jong; Sneijder, van der Vaart (); Afellay; van Persie Wissels Nederland: '63 Afellay Elia '82 van der Vaart () Strootman '82 Kuijt van Nistelrooij Rest bank: Boschker, Boulahrouz, Vlaar, Emanuelson   |
| | |                |                                                                         | |
| 29 maart 2011 20:30 uur                                                                            | Nederland                                                                                              | 5 - 3 (1 - 0)  | Hongarije                                                               | Opstelling Nederland: |
| Amsterdam Arena, Amsterdam 51.775 toeschouwers Scheidsrechter: Moen Kwalificatie EK 2012           | van Persie 13' Sneijder 60' van Nistelrooij 72' Kuijt 78', 81'                                         |                | 23' Lázár 39' Pintér 46' Rudolf 50', 75' Gera 59' Juhász                | Vorm; Van der Wiel, Heitinga, Mathijsen, Pieters; Kuijt, de Jong; Sneijder, van der Vaart (); Afellay; van Persie Wissels Nederland: '46 van Persie van Nistelrooij '64 Pieters Emanuelson '90 Kuijt Elia Rest bank: Boschker, Boulahrouz, Vlaar, Strootman                |
| | |                |                                                                         | |
| 2 september 2011 20:30 uur                                                                         | Nederland                                                                                              | 11 - 0 (3 - 0) | San Marino                                                              | Opstelling Nederland: |
| Philips Stadion, Eindhoven 35.000 toeschouwers Scheidsrechter: Liany Kwalificatie EK 2012          | van Persie 7', 65', 67', 79' Sneijder 12', 87' Heitinga 17' Kuijt 49' Huntelaar 56', 77' Wijnaldum 89' |                | 49' Simoncini 75' Gasperoni                                             | Stekelenburg; Van der Wiel, Heitinga ( '74), Mathijsen, Pieters; van Persie, van Bommel (); Sneijder, Strootman; Kuijt; Huntelaar Wissels Nederland: '74 Kuijt Elia '74 van Bommel () Maduro '86 Strootman Wijnaldum Rest bank: Krul, Boulahrouz, Braafheid, de Jong       |
| | |                |                                                                         | |
| 6 september 2011 18:00 uur                                                                         | Finland                                                                                                | 0 - 2 (0 - 1)  | Nederland                                                               | Opstelling Nederland: |
| Olympisch Stadion, Helsinki 21.580 toeschouwers Scheidsrechter: Gräfe Kwalificatie EK 2012         | Hetemaj 28', 60'                                                                                       |                | Strootman 29' de Jong 90+3'                                             | Stekelenburg; Van der Wiel, Heitinga, Mathijsen, Pieters; van Persie, van Bommel (); Sneijder, Strootman; Kuijt; Huntelaar Wissels Nederland: '68 van Persie Elia '68 Huntelaar de Jong Rest bank: Vorm, Boulahrouz, Braafheid, Maduro, Wijnaldum                          |
| | |                |                                                                         | |
| 7 oktober 2011 20:30 uur                                                                           | Nederland                                                                                              | 1 - 0 (1 - 0)  | Moldavië                                                                | Opstelling Nederland: |
| De Kuip, Rotterdam 47.000 toeschouwers Scheidsrechter: Jug Kwalificatie EK 2012                    | 40' Huntelaar 90' Strootman                                                                            |                |                                                                         | Vorm; Van der Wiel, Bruma, Mathijsen, Pieters; Van Bommel (), Van der Vaart, Strootman; Van Persie, Kuijt, Huntelaar Wissels Nederland: '78 Van der Vaart Elia Rest bank: Krul, Boulahrouz, Braafheid, de Jong, Schaars, de Jong                                           |
| | |                |                                                                         | |
| 11 oktober 2011 20:15 uur                                                                          | Zweden                                                                                                 | 3 - 2 (1 - 1)  | Nederland                                                               | Opstelling Nederland: |
| Råsundastadion, Stockholm 33.069 toeschouwers Scheidsrechter: Çakır Kwalificatie EK 2012           | Källström 14' Larsson 52' (pen.) Toivonen 53'                                                          |                | Huntelaar 23' Kuijt 50' van der Vaart 90+3'                             | Vorm, Van der Wiel, Bruma, Mathijsen, Pieters, van Bommel, (), van Persie, van der Vaart, Strootman, Kuijt, Huntelaar Wissels Nederland: '73 Kuijt Elia '81 Strootman de Jong Rest bank: Krul, Boulahrouz, Braafheid, de Jong, Schaars                                     |

### Statistieken
| #      | Naam                 | Doelpunten | Gescoord met penalty |
| ------ | -------------------- | ---------- | -------------------- |
| 1.     | Klaas-Jan Huntelaar  | 12         | 1                    |
| 2.     | Dirk Kuijt           | 6          | 1                    |
| 3.     | Robin van Persie     | 6          | 0                    |
| 4.     | Ibrahim Afellay      | 3          | 0                    |
| 4.     | Wesley Sneijder      | 3          | 0                    |
| 6.     | Ruud van Nistelrooij | 2          | 0                    |
| 7.     | Rafael van der Vaart | 1          | 0                    |
| 7.     | Georginio Wijnaldum  | 1          | 0                    |
| 7.     | John Heitinga        | 1          | 0                    |
| 7.     | Kevin Strootman      | 1          | 0                    |
| 7.     | Luuk de Jong         | 1          | 0                    |
| Totaal | Totaal               | 35         | 2                    |

| #      | Naam                 | Gele kaarten | Rode kaarten | 2× geel in één wedstrijd |
| ------ | -------------------- | ------------ | ------------ | ------------------------ |
| 1.     | Hedwiges Maduro      | 1            | 0            | 0                        |
| 1.     | Robin van Persie     | 1            | 0            | 0                        |
| 1.     | Kevin Strootman      | 1            | 0            | 0                        |
| 1.     | Rafael van der Vaart | 1            | 0            | 0                        |
| Totaal | Totaal               | 4            | 0            | 0                        |

##### Statistieken overall
| Gespeeld | Gewonnen | Gelijk | Verloren | Doelpunten voor | Doelpunten tegen | Doelsaldo | Gele kaarten | Tweede gele kaarten | Rode kaarten | De nul gehouden |
| -------- | -------- | ------ | -------- | --------------- | ---------------- | --------- | ------------ | ------------------- | ------------ | --------------- |
| 10       | 9        | 0      | 1        | 37              | 8                | +29       | 4            | 0                   | 0            | 5               |

##### Stand
| Land       | Wed | Win | Gel | Ver | DV | DT | +/− | Pnt |
| ---------- | --- | --- | --- | --- | -- | -- | --- | --- |
| Nederland  | 10  | 9   | 0   | 1   | 37 | 8  | +29 | 27  |
| Zweden     | 10  | 8   | 0   | 2   | 31 | 11 | +20 | 24  |
| Hongarije  | 10  | 6   | 1   | 3   | 22 | 14 | +8  | 19  |
| Finland    | 10  | 3   | 1   | 6   | 16 | 16 | 0   | 10  |
| Moldavië   | 10  | 3   | 0   | 7   | 12 | 16 | −4  | 9   |
| San Marino | 10  | 0   | 0   | 10  | 0  | 53 | −53 | 0   |

## Oefenwedstrijden

### Resultaten
Nederland speelde naast de kwalificatiewedstrijden ook nog enkele vriendschappelijke interlands.
| 11 augustus 2010 20:00 uur                                                                            | Oekraïne | 1 - 1         | Nederland | Opstelling Nederland: |
| Donbas Arena, Donetsk 14.000 toeschouwers Scheidsrechter: Damir Skomina                               | Rakytskiy 7' Tymosjtsjoek 58' Aliejev 74'                                                                        |               | 73' Lens | Vorm; Marcellis, Vlaar, Bruma, Anita, Lens, Brama, De Jong, Janssen, Emanuelson, Van Wolfswinkel Wissels Nederland: '46 Anita Pieters '46 Bruma Maduro '62 S. de Jong Fer '70 Van Wolfswinkel Beerens '84 Brama Loovens                                                                                       |
| | |               | | |
| 17 november 2010 20:30 uur                                                                            | Nederland | 1 - 0         | Turkije | Opstelling Nederland: |
| Amsterdam Arena, Amsterdam 35.500 toeschouwers Scheidsrechter: Viktor Kassai                          | Huntelaar 52' |               | 87' İnan | Stekelenburg; van der Wiel, Heitinga, Mathijsen, Pieters, Lens, Maduro, van der Vaart, Sneijder, Afellay, Huntelaar Wissels Nederland: '46 Mathijsen Wisgerhof '46 Lens van Persie '46 Sneijder Janssen '87 Huntelaar Babel                                                                                   |
| | |               | | |
| 9 februari 2011 20:30 uur                                                                             | Nederland | 3 - 1         | Oostenrijk | Opstelling Nederland: |
| Philips Stadion, Eindhoven 34.000 toeschouwers Scheidsrechter: Felix Brych                            | Sneijder 28' Huntelaar 48' Kuijt 71' (pen)                                                                       |               | 53' Junuzović 84' (pen) Arnautović                                                                                  | Stekelenburg; van der Wiel, Heitinga, Mathijsen, Pieters, van Bommel, Janssen, Sneijder, Afellay, Kuijt, Huntelaar Wissels Nederland: '46 Mathijsen Wisgerhof '46 Sneijder Elia '73 Huntelaar van Nistelrooij '75 Kuijt de Jong                                                                               |
| | |               | | |
| 4 juni 2011 21:10 uur                                                                                 | Brazilië | 0 - 0         | Nederland | Opstelling Nederland: |
| Estádio Serra Dourada, Goiânia 48.000 toeschouwers Scheidsrechter: Carlos Amarilla                    | Ramires 38', 79' Alves 41' Marcelinho 68' Lúcio 79' Neymar 88'                                                   |               | 30' van der Wiel 42' Heitinga                                                                                       | Krul; van der Wiel, Heitinga, Mathijsen, Pieters, Afellay, de Jong, Strootman, Kuijt, van Persie, Robben Wissels Nederland: '64 de Jong Maduro '64 Kuijt Elia '64 van Persie Huntelaar '74 Strootman Schaars '85 van der Wiel Boulahrouz                                                                      |
| | |               | | |
| 8 juni 2011 20:30 uur                                                                                 | Uruguay | 1 - 1 (3 - 2) | Nederland | Opstelling Nederland: |
| Estadio Centenario, Montevideo 50.000 toeschouwers Scheidsrechter: Néstor Pittana Copa Confraternidad | Pérez 24' Pereira 76' Suárez 82' Edinson Cavani Abel Hernández Mauricio Victorino Nicolás Lodeiro Álvaro Pereira |               | 27' Strootman 58' de Jong 78' Bruma 90' Kuijt Robin van Persie Stijn Schaars Luuk de Jong Eljero Elia John Heitinga | Krul; Boulahrouz, Heitinga, Mathijsen, Pieters, Kuijt, de Jong, van Persie, Strootman, Afellay, Huntelaar Wissels Nederland: '46 Mathijsen Bruma '61 Strootman Schaars '65 N. de Jong Maduro '81 Huntelaar L. de Jong                                                                                         |
| | |               | | |
| 10 augustus 2011 20:30 uur                                                                            | Engeland | Afgelast      | Nederland | |
| | |               | | |
| | |               | | |
| 11 november 2011 20:30 uur                                                                            | Nederland | 0 - 0         | Zwitserland | Opstelling Nederland: |
| Amsterdam Arena, Amsterdam 47.500 toeschouwers Scheidsrechter: Jonas Eriksson                         | Kuijt 58' |               | 9' Lichtsteiner | Stekelenburg; Boulahrouz, Mathijsen, Heitinga, Braafheid, Kuijt, N. de Jong, Sneijder, van der Vaart, Babel, van Persie Wissels Nederland: '66 van der Vaart Strootman '79 Ryan Babel L. de Jong |
| | |               | | |
| 15 november 2011 20:45 uur                                                                            | Duitsland | 3 - 0         | Nederland | Opstelling Nederland: |
| Imtech Arena, Hamburg 56.000 toeschouwers Scheidsrechter: Cüneyt Çakır                                | Müller 15' Klose 26' Klose 44' Özil 66'                                                                          |               | 20' Sneijder | Stekelenburg; van der Wiel, Heitinga, Mathijsen, Braafheid, Kuijt, van Bommel, Sneijder, Strootman, Babel, Huntelaar Wissels Nederland: '64 Strootman N. de Jong '76 Huntelaar Beerens '87 Sneijder L. de Jong '88 Kuijt Wijnaldum                                                                            |
| | |               | | |
| 29 februari 2012 21:00 uur                                                                            | Engeland | 2 - 3         | Nederland | Opstelling Nederland: |
| Wembley Stadium, Londen 76.283 toeschouwers Scheidsrechter: Felix Brych                               | Richards 47' Cahill 85' Young 90+1'                                                                              |               | 57', 90+2' Robben 58' Huntelaar 74' Mathijsen                                                                       | Stekelenburg; Boulahrouz, Heitinga, Mathijsen, Pieters, Kuijt, van Bommel, Sneijder, N. de Jong, Robben, van Persie Wissels Nederland: '46 Pieters Schaars '46 van Persie Huntelaar '63 Huntelaar L. de Jong '76 Sneijder Emanuelson '82 Boulahrouz Vlaar                                                     |
| | |               | | |
| 22 mei 2012 20:00 uur                                                                                 | Bayern München                                                                                                   | 3 - 2         | Nederland | Opstelling Nederland: |
| Allianz Arena, München 33.000 toeschouwers Scheidsrechter: Günter Perl Compensatiewedstrijd           | Kroos 17' Petersen 28' Gómez 87'                                                                                 |               | 18' Huntelaar 20' Narsingh                                                                                          | Vorm; Willems, Mathijsen, Vlaar, Boulahrouz, Kuijt, van der Vaart, Sneijder, N. de Jong, Narsingh, Huntelaar Wissels Nederland: '46 Boulahrouz Anita '46 Mathijsen Bouma '46 N. de Jong Strootman '46 van der Vaart S. de Jong '46 Sneijder Maher '46 Kuijt Lens '46 Huntelaar L. de Jong '76 Narsingh Robben |
| | |               | | |
| 26 mei 2012 20:00 uur                                                                                 | Nederland | 1 - 2         | Bulgarije | Opstelling Nederland: |
| Amsterdam ArenA, Amsterdam 51.000 toeschouwers Scheidsrechter: Fernando Teixeira Vitienes             | Heitinga 43' Van Persie 45' Van der Vaart 49' Kuijt 79'                                                          |               | 38' Bodurov 50' (pen) Popov 61' Svetoslav 90+3' Iliyan Mitsanski                                                    | Krul; Heitinga, Mathijsen, Van der Wiel, Willems, Sneijder, Van Bommel, Van der Vaart, De Jong, Van Persie, Huntelaar Wissels Nederland: '16 Mathijsen Bouma '64 Van der Vaart Kuijt '64 Willems Schaars '77 Huntelaar Robben '86 De Jong Strootman                                                           |
| | |               | | |
| 30 mei 2012 20:30 uur                                                                                 | Nederland | 2 - 0         | Slowakije | Opstelling Nederland: |
| Stadion Feijenoord, Rotterdam 51.000 toeschouwers Scheidsrechter: Vladislav Bezborodov                | Saláta 8' (ed) Van der Vaart 72'                                                                                 |               | 45+1' Guédé 70' Stoch                                                                                               | Stekelenburg; Van der Wiel, Heitinga, Bouma, Schaars, Van Bommel, N. de Jong, Robben, Sneijder, Afellay, Van Persie Wissels Nederland: '46 Bouma Vlaar '51 Sneijder Van der Vaart '68 Van Persie Huntelaar '80 Afellay Kuijt '84 Robben Narsingh                                                              |
| | |               | | |
| 2 juni 2012 20:00 uur                                                                                 | Nederland | 6 - 0         | Noord-Ierland | Opstelling Nederland: |
| Amsterdam ArenA, Amsterdam 50.000 toeschouwers Scheidsrechter: Robert Schörgenhofer                   | Van Persie 11', 29' (pen.) Sneijder 15' Afellay 37', 51' Vlaar 78'                                               |               | 14' Duff 16' Hodson                                                                                                 | Stekelenburg; Heitinga, Vlaar, Van der Wiel, Willems, Robben, Sneijder, Van Bommel, N. de Jong, Afellay, Van Persie Wissels Nederland: '57 Van Bommel Van der Vaart '57 Van Persie Huntelaar '70 Sneijder Dirk Kuijt '78 Willems Schaars '82 Robben Narsingh                                                  |